# Émile Fourcand
Simon Paul Émile Fourcand, né à Bordeaux le 14 novembre 1819 et décédé à Tresses le 1 septembre 1881, a été nommé maire de Bordeaux en août 1870. Émile Fourcand a été élu le 14 décembre 1875 sénateur inamovible, poste qu'il conserva jusqu'à sa mort en 1881.

## Biographie
Il est le fils de Antoine Paul Fourcand (Saint-Affrique 1769 - Bordeaux  1855) et de Pauline Monsarrat (1790-1865). La présence des Fourcand à Bordeaux remonte au  début du XIXe siècle, quand Paul Fourcand, négociant en vins, venant  de  Saint-Affrique dans l'Aveyron, s'y installa. Émile Fourcand était un négociant en droguerie.
Émile Fourcand fut membre de la Franc-maçonnerie bordelaise après avoir été initié en 1842 dans la loge « Les amis réunis » au Grand Orient de France.

## Carrière
Membre du conseil municipal de Bordeaux depuis 1860, il devint en 1861 juge au tribunal de commerce, instance qu'il présida de 1868 à 1872. 
Sa nomination en tant que maire de Bordeaux en août 1870 s'effectua  quelques jours avant la proclamation de la Troisième République. En avril 1871, à l'initiative de l'avocat Alfred Delboy, conseiller municipal de Bordeaux, Emile Fourcand, maire et chef girondin du parti républicain, se rend à Versailles demander au chef du gouvernement, Adolphe  Thiers : de reconnaître des droits aux  municipalités, l'amnistie de communards et la reconnaissance de la République comme gouvernement de droit inaliénable. Thiers éconduit la délégation et laisse entendre que la répression s'abattra sur Bordeaux si l'agitation ne cesse pas. Aux élections municipales de fin avril 1871, Emile Fourcand l'emporte, ainsi que quatre membres de la Première internationale sur une liste de soutien à la Commune de Paris. Quelques semaines après, fin mai, Thiers écrase la Commune de Paris lors de la semaine sanglante qui fera près de 30 000 morts.
Il sera conseiller général puis président du Conseil général de la Gironde.
En 1877, il fait rénover le musée des beaux-arts de Bordeaux, notamment dans le but d'accueillir la statue colossale de Louis XVI, réalisée par Nicolas Raggi[source insuffisante].

## Distinctions
- Chevalier de la Légion d'honneur (8 aout 1867)[7]